# Erotic Poetry
Erotic Poetry — первый EP американского рэпера Esham, выпущенный 15 апреля 1991 года в один день со вторым EP Homey Don't Play. Альбом стал вторым по счёту релизом Ишема, после выхода в 1989 году дебютного альбома Boomin' Words from Hell.

## Список композиций
| №  | Название                                      | Длительность |
| -- | --------------------------------------------- | ------------ |
| 1. | «Erotic Poetry [prod by Esham, Mike E Clark]» | 5:07         |
| 2. | «The Jaw Bone! [prod by Esham, Mike E Clark]» | 4:00         |
| 3. | «The Real Feel [prod by Esham, Mike E Clark]» | 4:00         |
| 4. | «Pleaze [prod by Esham, Mike E Clark]»        | 4:00         |